# Încălzire centrală

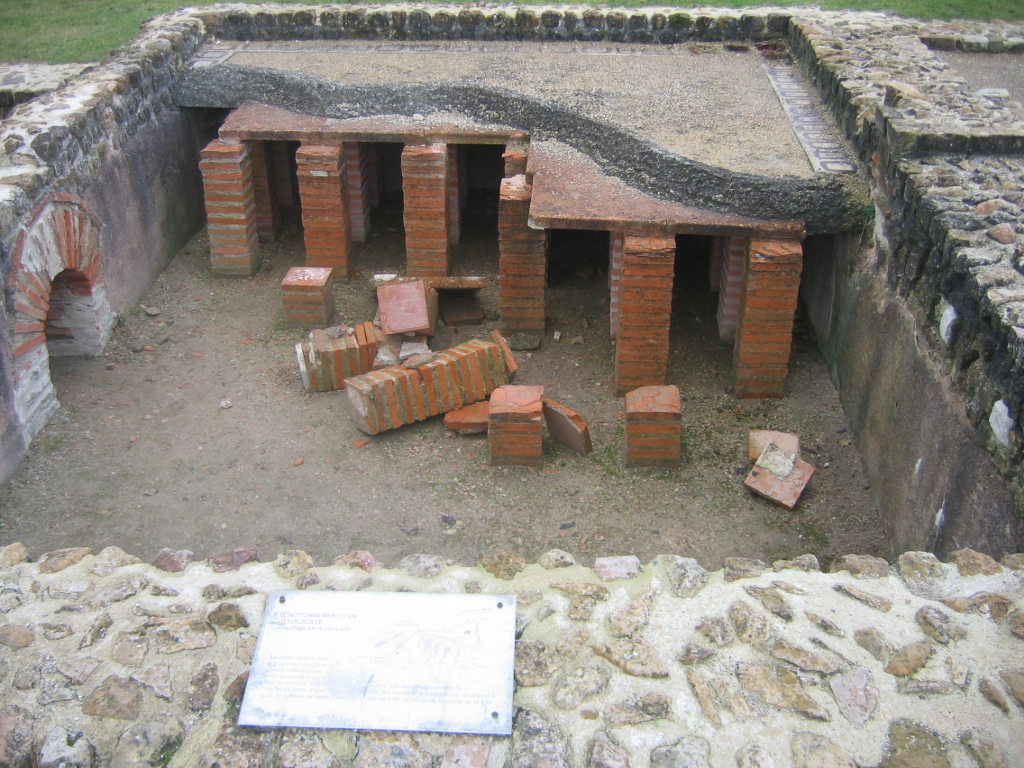
Sistem roman de încălzire centrală cu aer (hipocaust) la Vieux-la-Romaine, Franța.

Prin încălzire centrală se înțelege un sistem de încălzire simultană, de la o singură sursă, a mai multor încăperi dintr-una sau mai multe clădiri, folosind în acest scop un agent termic (apă fierbinte, abur sau aer). 
Sursa de căldură este de obicei un cazan de încălzire, dar se poate folosi în acest scop și  energia geotermală sau alte tipuri de energii regenerabile. Dacă sursa de încălzire este agentul termic livrat de o termocentrală, se vorbește despre termoficare.
Unii agenți economici în relația cu clienții folosesc expresii ca sistem centralizat de termoficare, sistem centralizat de încălzire sau Sistem de Alimentare Centralizată cu Energie Termică (SACET) pentru sistemele de încălzire care furnizează căldură mai multori clădiri în același timp, sau chiar pentru cartiere sau orașe întregi. Acestea sunt expresii comerciale care se referă la propriul lor sistem de încălzire centrală și nu sunt echivalente cu noțiunea generală de „încălzire centrală”.
În cazul folosirii apei fierbinți ca agent termic, încălzirea de poate realiza prin:
- radiatoare montate pe pereții încăperii;
- țevi montate sub podea (încălzirea în pardoseală).